# スキャンダル (2019年の映画)
『スキャンダル』（Bombshell）は、2019年に公開されたアメリカ合衆国とカナダ合作によるドラマ映画。監督はジェイ・ローチ。主演はシャーリーズ・セロン、ニコール・キッドマン、マーゴット・ロビーら。共演はジョン・リスゴー、ケイト・マッキノン、コニー・ブリットン、マルコム・マクダウェル、アリソン・ジャネイら。

## ストーリー
FOXニュースの創立者で元CEOのロジャー・エイルズのセクシャル・ハラスメントに対する女性職員の告発を描いている。

## キャスト
※括弧内は日本語吹替
- メーガン・ケリー - シャーリーズ・セロン（本田貴子）
- グレッチェン・カールソン - ニコール・キッドマン（田中敦子）
- ケイラ・ポスピシル - マーゴット・ロビー（折井あゆみ）
- ロジャー・エイルズ（英語版） - ジョン・リスゴー（宝亀克寿）
- ベス・エイルズ - コニー・ブリットン（髙梨愛）
- ジェス・カー - ケイト・マッキノン（石井未紗）
- ダグラス・ブラント - マーク・デュプラス
- ギル・ノーマン - ロブ・ディレイニー
- ルパート・マードック - マルコム・マクダウェル（小林操）
- スーザン・エストリッチ（英語版） - アリソン・ジャネイ（小林さとみ）
- エインズリー・イアハート（英語版） - アリス・イヴ
- ジュリア・クラーク - ブリジット・ランディ＝パイン（英語版）
- リリー - リヴ・ヒューソン
- ジェニー・ピロ（英語版） - アラナ・ユーバック（英語版）
- マーサ・マッカラム（英語版） - エリザベス・ローム
- ショーン・ハニティー - スペンサー・ギャレット
- アビー・ハンツマン（英語版） - アシュリー・グリーン
- イレーナ・ブリガンテ - ブルック・スミス
- ブレット・バイアー（英語版） - マイケル・バイー
- ルディ・バフティアル（英語版） - ナザニン・ボニアディ
- キンバリー・ギルフォイル（英語版） - ブリー・コンドン（英語版）
- ジュリー・ロジンスキー（英語版） - アーナ・オライリー
- ニール・ミューレン - スティーヴン・ルート
- ビル・シャイン - マーク・モーゼス
- ルドルフ・ジュリアーニ - リチャード・カインド
- エディ - マデリーン・ジーマ
- ジェラルド・リベラ - トニー・プラナ
- ニール・キャヴュート（英語版） - P・J・バーン
- ガーソン・ズワイファク - アンディ・バックリー（英語版）
- ラックラン・マードック（英語版） - ベン・ローソン（英語版）
- ジェームズ・マードック（英語版） - ジョシュ・ローソン（英語版）
- ルーカス - ドク・ファロー
- ナンシー・スミス - ロビン・ワイガート
- クリス・ウォーレス - マーク・エヴァン・ジャクソン（英語版）
- ブライアン・ウィルソン - ブライアン・ダーシー・ジェームズ（クレジットなし）
- ドナルド・トランプ（本人） - 実際のニュース番組映像などを編集する形で出演。

## 製作

### 企画
2017年5月18日、FOXニュース創立者で元CEOのロジャー・エイルズの死後まもなく、アンナプルナ・ピクチャーズはメーガン・ケリーやグレッチェン・カールソンなどの女性職員によるエイルズのセクシャル・ハラスメントに対する告発を題材とした映画の製作が初期段階にあると発表した。この時点で、チャールズ・ランドルフは脚本を務めると予定されていた。2018年5月22日、ジェイ・ローチが監督に就任した。2018年8月1日、ローチ、ランドルフ、A・J・ディックス、ベス・コノ、マーガレット・ライリーがプロデューサーを務め、デンヴァー・アンド・デリラ・プロダクションズが映画を製作することが発表された。2018年10月9日、アンナプルナ・ピクチャーズが映画の予算の増加を理由に、製作から離脱した。発表の時点で、ブロン・スタジオズが製作に加わっており、プロデューサーは映画の資金調達のために、フォーカス・フィーチャーズ、パーティシパント・メディア、アンブリン・エンターテイメントに接触していたと報じられた。翌週、フォーカス・フィーチャーズとアンブリン・エンターテイメントがプロジェクトを引き継ぐことが決定し、ライオンズゲートが製作へ参加するための交渉を始めた。そして月末までに、ライオンズゲートが映画を配給するための交渉が締結された。2018年12月、セオドア・シャピロが作曲を務め、バリー・アクロイドが撮影を務めると報じられた。現在の『Bombshell』というタイトルが発表される前は、『Fair and Balanced』というタイトルで製作が進行していた。

### キャスティング
監督と脚本家の発表と同時期に、シャーリーズ・セロンがメーガン・ケリー役として出演交渉に入ったと報じられた。2018年8月1日、ニコール・キッドマンがグレッチェン・カールソン役、マーゴット・ロビーが架空の番組プロデューサー役としてそれぞれ出演交渉に入り、セロンが正式に出演することが決定したと報じられた。2018年8月22日、ジョン・リスゴーがロジャー・エイルズ役でキャストに加わった。2018年9月、アリソン・ジャネイがスーザン・エストリッチ役、ケイト・マッキノンが架空のプロデューサー役としてそれぞれキャストに加わった。2018年10月、マルコム・マクダウェルがルパート・マードック役、マーク・デュプラスがダグラス・ブラント役、アリス・イヴがエインズリー・イアハート役としてそれぞれキャストに加わった。2018年11月、ブリジット・ランディ＝パインとリヴ・ヒューソンが架空のキャラクターとしてキャストに加わり、アラナ・ユーバックがジェニー・ピロ役、エリザベス・ロームがマーサ・マッカラム役、スペンサー・ギャレットがショーン・ハニティー役、コニー・ブリットンがベス・エイルズ役、アシュリー・グリーンがアビー・ハンツマン役、ブルック・スミスがイレーナ・ブリガンテ役、マイケル・バイーがブレット・バイアー役、ナザニン・ボニアディがルディ・バフティアル役、ブリー・コンドンがキンバリー・ギルフォイル役としてそれぞれキャストに加わった。2018年12月、ロブ・ディレイニーが非公開の役、アーナ・オライリーがジュリー・ロジンスキー役としてキャストに加わった。2019年6月、ロビン・ワイガートがキャストに加わった。

### 撮影
主要な撮影は、カリフォルニア州ロサンゼルスで2018年10月22日に開始した。

## 公開・マーケティング
2019年8月21日、本作のティーザー予告編が公開された。ティーザーの内容は、セロン演じるケリー、キッドマン演じるカールソン、ロビー演じるポシュピシルが、エレベーターの中で対峙するという内容だった。
本作は、アメリカで2019年12月20日に公開、日本ではアカデミー賞授賞式後の2020年2月21日に日本公開された。

## 作品の評価

### 映画批評家によるレビュー
Rotten Tomatoesによれば、批評家の一致した見解は「『スキャンダル』は素晴らしいキャストと立派な題材に恵まれているが、そのインパクトは、センセーショナルな見た目以上に深く掘り下げられていないのがもどかしい。」であり、312件の評論のうち高評価は69%にあたる216件で、平均して10点満点中6.7点を得ている。
Metacriticによれば、46件の評論のうち、高評価は27件、賛否混在は18件、低評価は1件で、平均して100点満点中64点を得ている。

### 受賞歴
第92回アカデミー賞では、主演女優賞（シャーリーズ・セロン）、助演女優賞（マーゴット・ロビー）、メイクアップ&ヘアスタイリング賞（カズ・ヒロなど）の3部門でノミネートされ、メイクアップ&ヘアスタイリング賞を受賞している。
第77回ゴールデングローブ賞では、ドラマ映画部門主演女優賞（シャーリーズ・セロン）と映画部門助演女優賞（マーゴット・ロビー）の2部門でノミネートされたが、受賞はしていない。